# 콤타 타워
콤타 타워(영어: KOMTAR)는 말레이시아 피낭주 조지타운에 위치하고 있다.

## 같이 보기
- 말레이시아의 마천루 목록
- 쿠알라룸푸르의 마천루 목록